# David Cassidy
David Bruce Cassidy (Nova Iorque, 12 de abril de 1950 – Fort Lauderdale, 21 de novembro de 2017) foi um cantor estadunidense. Também foi ator, compositor e guitarrista. Ele é mais conhecido pelo seu papel de Keith Partridge, da série de TV The Partridge Family (1970-1974). No programa, ele atuou ao lado de Shirley Jones, sua madrasta na vida real. Com o sucesso do programa, tornou-se uma celebridade da cultura popular e um ídolo adolescente internacional da década de 1970. Morreu no dia 21 de novembro de 2017, ao 67 anos.

## Primeiros anos
David Cassidy nasceu em Nova Iorque, filho do ator Jack Cassidy com a atriz Evelyn Ward. Seus pais viajavam com frequência e ele ficou muitos anos morando com os avós em West Orange, New Jersey.. Em 1956 seus pais se divorciaram.
Ainda em 1956, seu pai se casou com a atriz Shirley Jones e o novo casal teve três filhos: Shaun (1958), Patrick (1962) e Ryan (1966).

## Carreira
Em 2 de janeiro de 1969, David Cassidy fez sua estréia profissional em um musical da  Broadway chamado The Fig Leaves Are Falling que teve curta temporada.. Para sorte de David, um diretor de elenco gostou de sua performance e lhe propôs um teste de cinema. Em 1969, David foi para Los Angeles.
Assinou com a Universal Studios em 1969 e apareceu em episódios das séries Ironside, Marcus Welby, M.D., Adam-12 e Bonanza. Em 1970, ele assumiu o papel de Keith Partridge, filho de Shirley Partridge, interpretada pela sua madrasta da vida real Shirley Jones, na série de TV The Partridge Family.
O criador da série Bernard Slade e os produtores Paul Junger Witt e Robert "Bob" Claver não queriam que Cassidy cantasse no programa. O contrataram pelo seu visual andrógino com longos cabelos, garantia de sucesso na época. Mas logo no início da produção, Cassidy convenceu o produtor musical Wes Farrell que ele poderia ser o vocalista principal da banda do programa, tanto em shows como nas gravações de discos. A canção I Think I Love You se tornou um sucesso e Cassidy começou seus discos solo. Seu primeiro sucesso foi com a canção "Cherish" (do disco de mesmo nome) que alcançou o nono lugar nos Estados Unidos. Logo David se tornaria ídolo adolescente.
Álbuns de The Partridge Family e cinco discos solo foram produzidos durante a permanência do programa (1970-1974). David viajaria e se apresentaria em várias partes do mundo, dando inicio a "Cassidymania". Num show no Texas em 1972, ele reuniu um público de 56 000 pessoas. Um concerto no Madison Square Gardens de Nova Iorque teve lotação esgotada e causou tumultos após a apresentação.. Ele viajou para o Reino Unido e se apresentou em Wembley em 1973. Na Austrália em 1974, houve histeria em massa e foi visto por  33 000 pessoas no Melbourne Cricket Ground.
Enquanto ainda filmava The Partridge Family uma adolescente morreu em uma de suas apresentações. Num show em Londres White City Stadium em 26 de maio de 1974, 650 pessoas ficaram machucadas ao serem pisoteadas e esmagadas na frente do palco. Trinta foram hospitalizadas e a garota de 14 anos de idade, Bernadette Whelan, viria a falecer em 30 de maio devido aos ferimentos.. O show era o penúltimo da tournê mundial do cantor.
Em autobiografia de 1994 chamada C'mon Get Happy: Fear And Loathing On The Partridge Family Bus, Cassidy relata mais aspectos da sua fase de maior fama, incluindo os contratos, dinheiro e fanatismo dos fãs ao redor do mundo.
Cassidy odiava o estilo "bubblegum pop" das canções de The Partridge Family e queria partir para um trabalho mais sério na linha de hard rock. Rebelando-se contra a imagem de bom moço que angariara com o personagem Keith Partridge, Cassidy falaria numa entrevista à revista Rolling Stone sobre sua vida sexual e experiências com drogas. A publicação lançada em 11 de maio de 1972 deixou o público chocado, pois 38 por cento da audiência de The Partridge Family era de crianças. Cassidy mostrou desapontamento com a forma que fora escrito o artigo que inclusive trazia especulações sobre sua possível homossexualidade. A Coca-Cola cancelou seus planos de propôr a David Cassidy um especial de TV. Outras companhias que usavam a imagem do cantor em seus produtos, também suspenderam as promoções.
Nessa época, Cassidy já tinha decidido não mais se apresentar com a The Partridge Family, concentrando-se na carreira solo de cantor e compositor. O sucesso internacional continuou, principalmente na Grã-Bretanha e na Alemanha, onde lançaria três bem-sucedidos álbuns pela  RCA de 1975 a 1977. Cassidy tornou-se o primeiro americano a ter uma canção I Write The Songs, na parada das Top 20 canções do Reino Unido. Os discos de Cassidy foram produzidos pelo compositor Bruce Johnston dos The Beach Boys.
Em 1978, Cassidy apareceu em um episódio de Police Story chamado "A Chance To Live", e foi indicado a um Emmy pela sua atuação. Baseado nesse papel, a NBC criou um programa chamado David Cassidy: Man Under Cover que foi cancelado após a primeira temporada. Contudo, o mesmo formato foi reutilizado pela Fox TV na série 21 Jump Street, com Johnny Depp num papel similar ao de Cassidy.
Em 1985, o sucesso musical continuou com a canção gravada pela Arista chamada The Last Kiss (#6 no Reino Unido), com vocais de George Michael que participou do álbum Romance. George Michael citou Cassidy como a maior influência de sua carreira numa entrevista a David Litchfield. Cassidy voltaria às paradas americanas em 1990 com Lyin' To Myself, gravado pela Enigma. Em 1998 ele fez sucesso com "No Bridge I Wouldn't Cross" do seu álbum Old Trick New Dog. Seu álbum de 2001 Then and Now ganhou um disco de platina internacional e trouxe Cassidy para o Top 5 das canções do Reino Unido, pela primeira vez desde 1974.
Cassidy também se apresentou em musicais teatrais. Em 1981 ele viajou com um revival de uma produção pré-Broadway chamada Little Johnny Jones, de um espetáculo originariamente produzido em 1904 com canções, harmonia e partitura de George M. Cohan. (O show aparece no filme biográfico Yankee Doodle Dandy (1942), com James Cagney cantando Give My Regards to Broadway e The Yankee Doodle Boy). Contudo, Cassidy recebeu críticas negativas e foi substituído por Donny Osmond, quando o show foi para a Broadway. Cassidy figurou no elenco substituto de 1982 da produção da Broadway Joseph and the Amazing Technicolor Dreamcoat.. Ele se apresentou em Londres West End com a peça Time e voltou para a Broadway em Blood Brothers acompanhado de Petula Clark e de seu meio-irmão Shaun Cassidy. Em 1996, Cassidy substituiu Michael Crawford em show em Las Vegas chamado EFX, mas teve que parar quando machucou o pé durante uma performance. Foi o criador de The Rat Pack is Back e apareceu como Bobby Darin numa temporada bem-sucedida. Em 2000 ele escreveu e se apresentou em Las Vegas no show At the Copa, com Sheena Easton. Em 2005, Cassidy interpretou o empresário de Aaron Carter no filme Popstar. Em 2006, ele fez uma participação especial em programa de caridade ao vivo da BBC chamado Children in Need.
Ele co-protagonizou ao lado de seu irmão Patrick em 2009 a série de comédia para a família da American Broadcasting Corporation chamada Ruby and the Rockits, criação de seu outro irmão Shaun.

## Vida pessoal

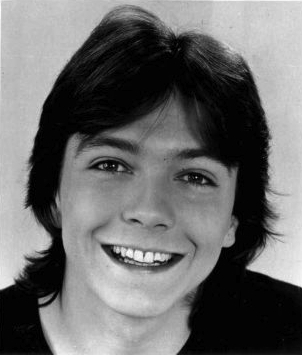
David Cassidy em 1970

A primeira esposa de Cassidy foi a atriz Kay Lenz, com quem se casou em 1977 e se divorciou em 1982. Sua segunda esposa foi a esportista sul-africana Meryl Tanz, casados em 1984. O casamento acabou em 1985. Em 30 de maio de 1991, Cassidy se casou com Sue Shifrin-Cassidy, compositora, com quem teve um filho, Beau Devin Cassidy. O cantor também tem uma filha, a atriz Katie Cassidy (nascida em 1986), do seu relacionamento com a modelo Sherry Benedon. O casal Shifrin-Cassidy entrou com pedido de divórcio em fevereiro de 2014. David também namorou uma designer de interiores.
O tablóide The Globe relatou que Cassidy uma vez dormiu com sua parceira de Partridge Family Susan Dey. Ele disse que amava a atriz adolescente como a uma irmã mas que ela queria dormir com ele. Shirley Jones falou que Dey tinha uma grande atração por Cassidy e que falara para ele "tomar conta dela". Numa festa com o fim do programa, Dey confessara seus sentimentos e o casal passara uma noite juntos, mas Cassidy não se sentiu confortável com isso.
Cassidy escreveu outras memórias que foram lançadas no Reino Unido em março de 2007. Could It Be Forever? My Story, com detalhes de sua vida particular.
Após cinquenta anos de carreira, Cassidy anunciou o fim de sua carreira em fevereiro de 2017, por motivos de saúde. Cassidy sofria de insuficiência renal, e foi internado em um hospital de Fort Lauderdale, Flórida em 18 de novembro de 2017 em condição crítica. Sua condição exigia o transplante de fígado, mas seus órgãos vitais começaram a apontar falência, sendo mantido em coma induzido até 21 de novembro, quando veio a falecer aos 67 anos.

## Discografia (solo)
Lista do site de fãs com a posição nas paradas dos Estados Unidos (US) e Reino Unido (UK) 
| - "Cherish (The Association song)" (1971 US#9) - "Could It Be Forever" (1972 US#37 UK#2) - "How Can I Be Sure" (1972 US#25 UK#1) - "Rock Me Baby" (1972 US#38 UK#11) - "I Am a Clown" / "Some Kind of Summer" (1973 UK#3) - "Daydream" (1973) - "Daydreamer" / "The Puppy Song" (1973 UK#1) - "If I Didn't Care" (1974 UK#9) - "Please Please Me" (1974 UK#16) - "I Write the Songs" / "Get It Up for Love" (1975 UK#11) - "Darlin'" (1975 UK#16) - "Tomorrow" (1976 UK#12) - "Breakin' Down Again" (1976) - "Gettin' It in the Streets" (1976) - "Saying Goodbye Ain't Easy (We'll Have to Go Away)" (1977) - "Hurt So Bad" (1979) - "The Last Kiss" (1985 UK#6) - "Romance (Let Your Heart Go)" (1985 UK#54) - "Someone" (1985 UK#86) - "Live EP" (1986) - "Lyin' to Myself" (1990 US#27) - "For All the Lonely" (1992) - "I Think I Love You (nova versão)" (1998) - "No Bridge I Wouldn't Cross" (1998 US#21 (AC)) | - Cherish (1972) - Rock Me Baby (1972) - Dreams are Nuthin' More than Wishes (1973) - Cassidy Live! (1974) - David Cassidy's Greatest Hits (1974) - David Cassidy Forever (1975) - The Higher They Climb (1975) - Home Is Where the Heart Is 2 (1976) - Getting It in the Street (1976) - Romance (1985) - Greatest Hits Live (1986) - David Cassidy (1990) - Didn't You Used to be? (1992) - Old Trick New Dog (1996) - David Cassidy's Partridge Family Favorites (1998) - When I'm a Rock 'n' Roll Star (1998) - Then and Now (2001) - A Touch of Blue (2003) - David Cassidy Part II - The Remix (2007) - Blood Brothers (Álbum musical) (1995) - EFX (Álbum) (1997) |

## Discografia deThe Partridge Family
| - The Partridge Family Album (1970) - Up To Date (1971) - Sound Magazine (1971) - Christmas Card (1971) - Shopping Bag (1972) - At Home With Their Greatest Hits (1972) - The Partridge Family Notebook (1972) | - Crossword Puzzle (1973) - Bulletin Board (1973) - World of the Partridge Family (1974) - Greatest Hits (1989) (primeira vez em CD) - The Definitive Collection (2001) - Come On Get Happy!: The Very Best of The Partridge Family (2005) |

## Filmografia
- The Night the City Screamed (1980)
- Instant Karma (1990)
- The Spirit of '76 (1990)
- Popstar (2005)